# Chulman
Chulman (en ruso: Чульман) es un asentamiento de tipo urbano de Rusia perteneciente a la República de Saja. Está situado en el distrito de Neriungrinski a 41 kilómetros de Nériungri, la capital del distrito, a orillas del río Chulman. Su población en 2010 era de 9766 habitantes.

## Evolución demográfica
| Año  | Población |
| ---- | --------- |
| 1959 | 6133      |
| 1970 | 6576      |
| 1979 | 12 875    |
| 1989 | 17 354    |
| 2002 | 10 782    |
| 2010 | 9766      |

Nota: Datos del censo

## Clima
| Parámetros climáticos promedio de Chulman | Parámetros climáticos promedio de Chulman | Parámetros climáticos promedio de Chulman | Parámetros climáticos promedio de Chulman | Parámetros climáticos promedio de Chulman | Parámetros climáticos promedio de Chulman | Parámetros climáticos promedio de Chulman | Parámetros climáticos promedio de Chulman | Parámetros climáticos promedio de Chulman | Parámetros climáticos promedio de Chulman | Parámetros climáticos promedio de Chulman | Parámetros climáticos promedio de Chulman | Parámetros climáticos promedio de Chulman | Parámetros climáticos promedio de Chulman |
| Mes                                       | Ene.                                      | Feb.                                      | Mar.                                      | Abr.                                      | May.                                      | Jun.                                      | Jul.                                      | Ago.                                      | Sep.                                      | Oct.                                      | Nov.                                      | Dic.                                      | Anual                                     |
| ----------------------------------------- | ----------------------------------------- | ----------------------------------------- | ----------------------------------------- | ----------------------------------------- | ----------------------------------------- | ----------------------------------------- | ----------------------------------------- | ----------------------------------------- | ----------------------------------------- | ----------------------------------------- | ----------------------------------------- | ----------------------------------------- | ----------------------------------------- |
| Temp. máx. abs. (°C)                      | -5.6                                      | -1.2                                      | 7.4                                       | 17.6                                      | 28.1                                      | 34.6                                      | 34.8                                      | 32.5                                      | 26.3                                      | 17.7                                      | 4.6                                       | -1.8                                      | '                                         |
| Temp. máx. media (°C)                     | -26.7                                     | -20.6                                     | -10.6                                     | -0.1                                      | 9.8                                       | 19.5                                      | 21.8                                      | 18.8                                      | 9.3                                       | -3.0                                      | -17.5                                     | -26.3                                     | -2.1                                      |
| Temp. media (°C)                          | -30.4                                     | -25.0                                     | -15.8                                     | -4.8                                      | 4.6                                       | 13.4                                      | 16.1                                      | 13.0                                      | 4.5                                       | -7.1                                      | -21.2                                     | -29.8                                     | -6.9                                      |
| Temp. mín. media (°C)                     | -33.9                                     | -29.2                                     | -21.2                                     | -9.8                                      | -0.4                                      | 7.6                                       | 10.9                                      | 7.9                                       | 0.2                                       | -10.9                                     | -24.8                                     | -33.1                                     | -11.4                                     |
| Temp. mín. abs. (°C)                      | -61.0                                     | -56.9                                     | -49.8                                     | -37.0                                     | -21.6                                     | -6.4                                      | -3.7                                      | -8.0                                      | -19.2                                     | -38.7                                     | -50.8                                     | -57.9                                     | '                                         |
| Precipitación total (mm)                  | 15                                        | 12                                        | 14                                        | 28                                        | 52                                        | 91                                        | 108                                       | 91                                        | 79                                        | 51                                        | 27                                        | 16                                        | 584                                       |
| Días de lluvias (≥ 1 mm)                  | 0                                         | 0                                         | 0.1                                       | 4                                         | 16                                        | 19                                        | 19                                        | 19                                        | 18                                        | 4                                         | 0                                         | 0                                         | 99.1                                      |
| Días de nevadas (≥ 1 mm)                  | 26                                        | 22                                        | 19                                        | 14                                        | 4                                         | 0                                         | 0                                         | 0.1                                       | 3                                         | 21                                        | 26                                        | 27                                        | 162.1                                     |
| Humedad relativa (%)                      | 82                                        | 79                                        | 70                                        | 63                                        | 61                                        | 65                                        | 71                                        | 74                                        | 75                                        | 77                                        | 83                                        | 82                                        | 73.5                                      |
| Fuente: pogoda.ru.net                     |                                           |                                           |                                           |                                           |                                           |                                           |                                           |                                           |                                           |                                           |                                           |                                           |                                           |